# 豪爾赫·德弗魯托斯
豪爾赫·德弗魯托斯·塞瓦斯蒂安（西班牙語：Jorge de Frutos Sebastián；1997年2月20日—），是一名西班牙足球運動員，司職邊鋒，現效力於西甲球隊巴列卡诺闪电。

## 球會生涯

### 萊萬特
2020年7月29日，德弗魯托斯同意與西甲球隊萊萬特簽訂一份為期五年的合約。

### 巴列卡诺闪电
2023年8月17日，德弗魯托斯重返巴列卡诺闪电，簽訂了一份為期五年的合約。

## 外部連結
- Soccerway資料庫：豪爾赫·德弗魯托斯